# Antonio Petković
Antonio Petković (Šibenik, 1986. január 11. –) világbajnoki ezüstérmes (2015) horvát vízilabdázó, a Pallanuoto Sport Management játékosa.